# ویلیامزپورت (ویرجینیای غربی)
ویلیامزپورت (به انگلیسی: Williamsport) یک منطقهٔ مسکونی در ایالات متحده آمریکا است که در شهرستان گرنت، ویرجینیای غربی واقع شده‌است.